# 천안일봉초등학교
천안일봉초등학교는 대한민국 충청남도 천안시 동남구에 있는 공립 초등학교이다.

## 학교 연혁
- 1934년 9월 18일: 학교 설립
- 1934년 10월 10일: 개교
- 1938년 3월 21일: 제 1회 33명 졸업
- 1941년 3월 25일: 제 4회 32명 졸업
- 1956년 4월 21일: 환성국민학교로 개칭
- 1962년 11월 2일: 천안일봉국민학교로 개칭
- 1996년 3월 1일: 천안일봉초등학교로 개칭
- 2016년 3월 1일: 21학급(특수 1학급) 편성
- 2017년 2월 10일: 제77회 91명 졸업
- 2017년 3월 1일: 21학급(특수 1학급) 편성
- 2018년 2월 9일: 제78회 99명 졸업
- 2018년 3월 1일: 21학급(특수 1학급) 편성
- 2022년 9월 18일 플라잉디스크 도대회 준 우승 기록
- 2023년 1월 3일: 제 83회 81명 졸업

## 참고 자료
- 천안일봉초등학교 - 한국교육학술정보원 학교알리미

## 갤러리

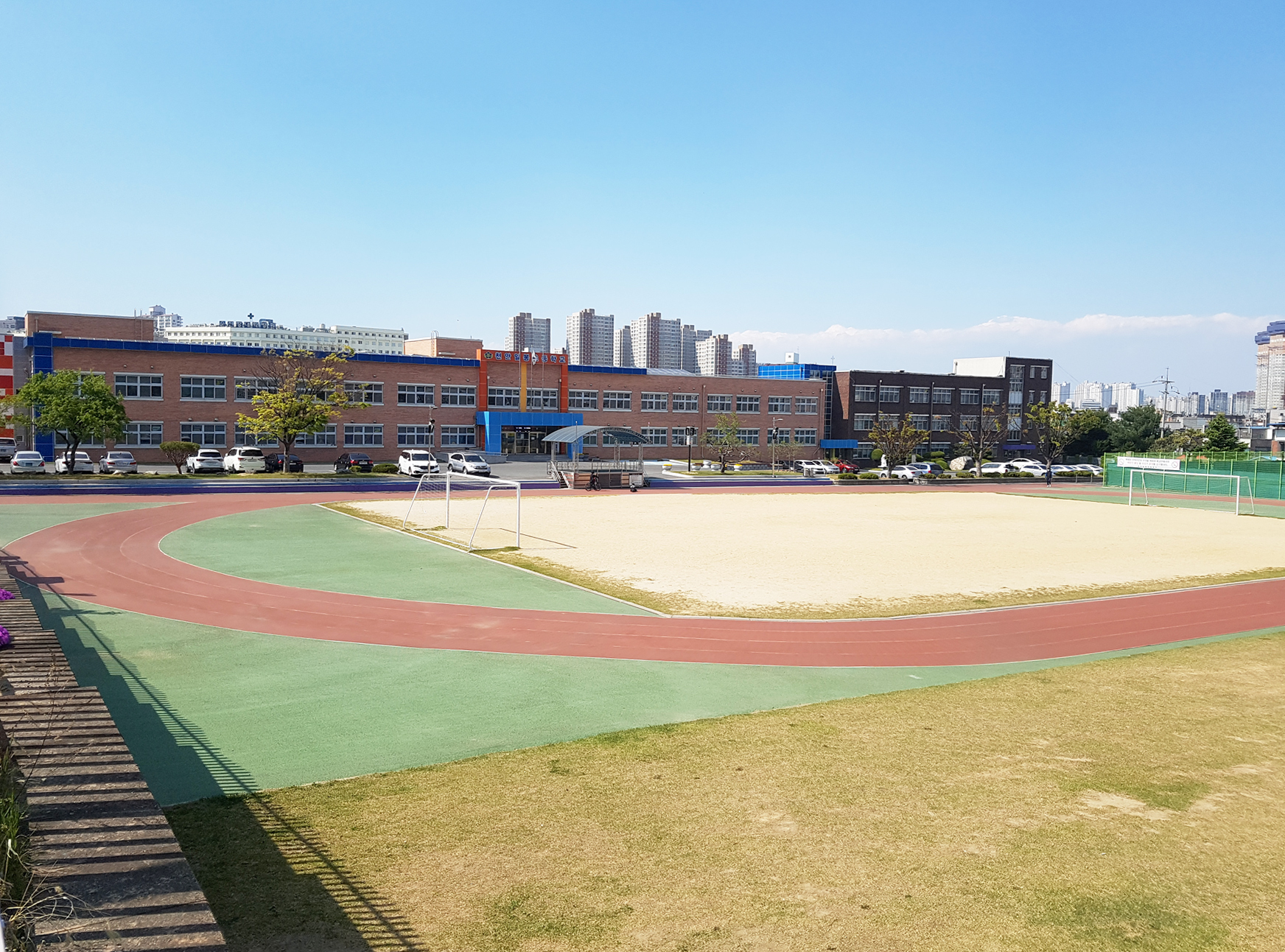
천안일봉초등학교 운동장
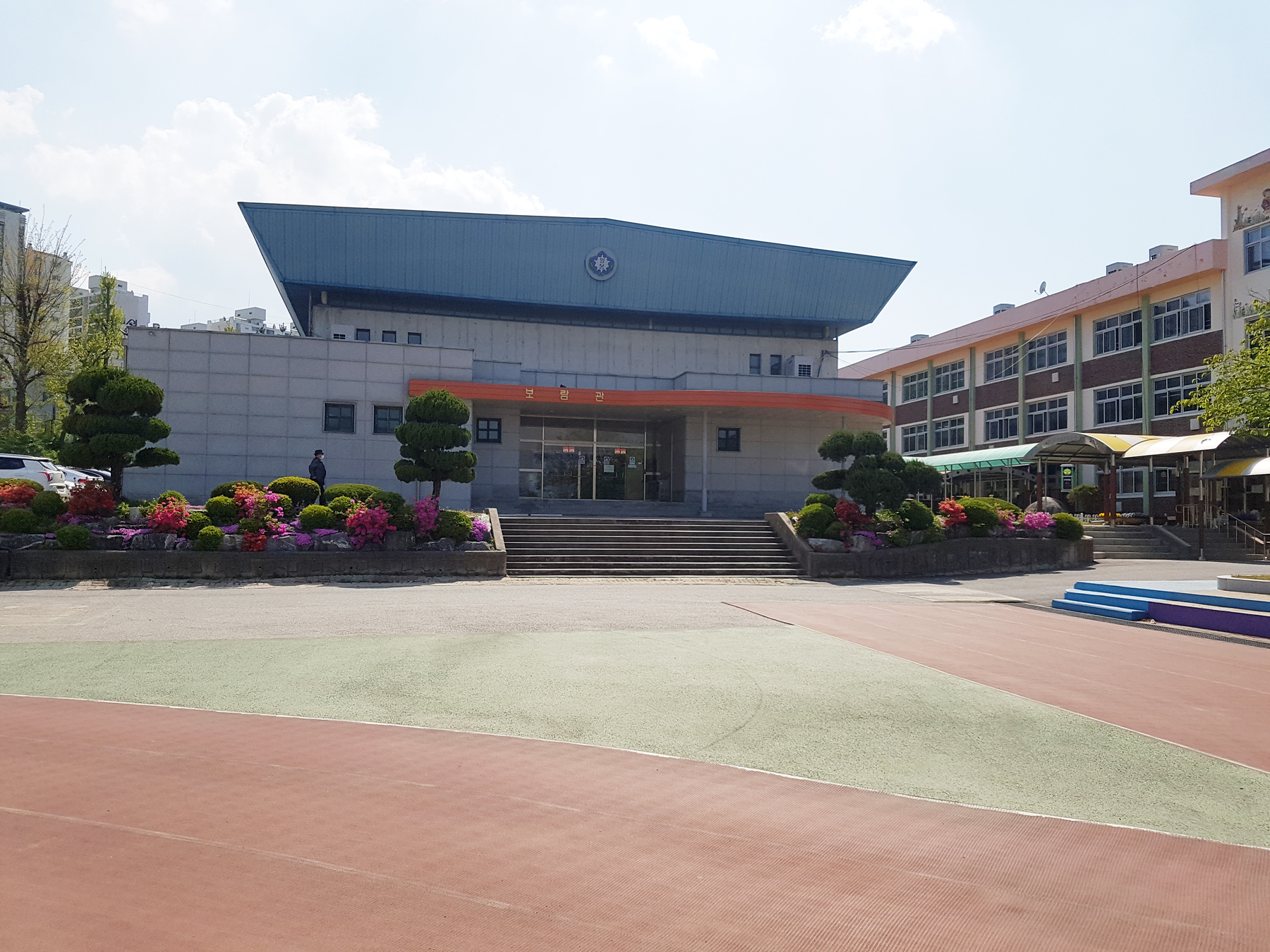
천안일봉초등학교 강당